# La Lagartija
La Lagartija är en ort i Mexiko.   Den ligger i kommunen Epitacio Huerta och delstaten Michoacán de Ocampo, i den sydöstra delen av landet, 150 km nordväst om huvudstaden Mexico City. La Lagartija ligger 2 508 meter över havet och antalet invånare är 111.
Terrängen runt La Lagartija är huvudsakligen kuperad, men den allra närmaste omgivningen är platt. Runt La Lagartija är det ganska tätbefolkat, med 72 invånare per kvadratkilometer. Närmaste större samhälle är Amealco, 16,9 km öster om La Lagartija. I omgivningarna runt La Lagartija växer huvudsakligen savannskog.